# Trichomyia contigua
Trichomyia contigua är en tvåvingeart som beskrevs av Duckhouse 1978. Trichomyia contigua ingår i släktet Trichomyia och familjen fjärilsmyggor. Inga underarter finns listade i Catalogue of Life.